# Pere Ferrer i Batlle
Pere Ferrer i Batlle (Barcelona, 27 de juny de 1899 - Ciutat de Mèxic, 10 d'agost de 1966)
fou un farmacèutic i polític català, diputat a les Corts Espanyoles durant la Segona República.
Militant d'ERC, era amic personal de Miquel Badia i Capell, a qui va ajudar a exiliar-se a Colòmbia després dels fets del 6 d'octubre de 1934. Arran de la prohibició d'Estat Català en va fer d'aixopluc legal a través de l'Associació Cultural Catalunya.
A les eleccions generals espanyoles de 1936 fou elegit diputat per Barcelona ciutat dins del Front d'Esquerres. Durant la guerra civil espanyola fou vocal en diverses comissions parlamentàries i subsecretari de Treball i Assistència Social, en el Ministeri de Treball d'Espanya, sota els ministres d'ERC, Joan Lluhí i Vallescà, Josep Tomàs i Piera i Jaume Aiguader i Miró.
En 1939 es va exiliar a França, i d'allí el 1941 marxaren a Mèxic a bord del Quanza. S'establí primer a Veracruz i després a Ciutat de Mèxic, on va tenir una farmàcia amb Francesc Farreras i Duran. El 1954 fou fundador i tresorer de la Fundació ProPàtria, per tal d'assegurar el finançament de la Generalitat de Catalunya a l'exili.